# Anna-Karin Heijdenberg
Anna-Karin Heijdenberg, född 22 juli 2000 i är en svensk skidskytt tävlande för Tullus Skyttegille. 
Hon gjorde sin debut i världscupen den 1 mars 2024 i distanstävlingen i Oslo, Holmenkollen och blev då 25:a.

## Resultat

### Resultat i världscupen

#### Pallplatser i lag
I lag har Heijdenberg två pallplatser i världscupen: en seger och en tredjeplats.
| Säsong  | Datum            | Plats      | Disciplin  | Placering | Lagkamrat(er)                     |
| ------- | ---------------- | ---------- | ---------- | --------- | --------------------------------- |
| 2024/25 | 15 december 2024 | Hochfilzen | Stafett    | 3:a       | Magnusson / Halvarsson / E. Öberg |
| 2024/25 | 16 mars 2025     | Pokljuka   | Mixstafett | 1:a       | H. Öberg /Ponsiluoma / Samuelsson |

### Ställning i världscupen
| Säsong  | Totalt | Totalt | Distans | Distans | Sprint | Sprint | Jaktstart | Jaktstart | Masstart | Masstart |
| Säsong  | Poäng  | Plac.  | Poäng   | Plac.   | Poäng  | Plac.  | Poäng     | Plac.     | Poäng    | Plac.    |
| ------- | ------ | ------ | ------- | ------- | ------ | ------ | --------- | --------- | -------- | -------- |
| 2023/24 | 42     | 65:a   | 16      | 15:a    | 26     | 52:a   | —         | —         | —        | —        |
| 2024/25 | 171    | 39:a   | 82      | 11:a    | 35     | 52:a   | 1         | 79:a      | 53       | 29:a     |